# Tiranet bru ventregroc
El tiranet bru ventregroc (Phaeomyias murina) és un ocell de la família dels tirànids (Tyrannidae).

## Hàbitat i distribució
Habita les sabanes, manglars, matolls i clars del bosc de les terres baixes des de l'oest i centre de Panamà, Colòmbia, Veneçuela, Trinitat i Guaiana, cap al sud, a l'ample del Brasil, est del Perú i Bolívia fins Paraguai i nord-oest de l'Argentina.